# Epirochroa acutecostata
Epirochroa acutecostata là một loài bọ cánh cứng trong họ Cerambycidae.